# ごめんよ 涙
「ごめんよ 涙」（ごめんよ なみだ）は、1989年4月19日にリリースした田原俊彦35作目のシングル。

## 背景

### ごめんよ 涙
デビュー10周年記念第2弾シングルとして発売され、田原自身が主演したフジテレビ系ドラマ『教師びんびん物語II』の主題歌に起用され、後にサントリー『シードル』のCMソングとして使用された。

## リリース
1989年4月19日に、ポニーキャニオンのNAVレーベルから、7インチレコードとCT、8cmCDの3形態で発売された。

## 記録
「華麗なる賭け」以来4年ぶりにオリコンで1位を獲得したシングルで、本作が現時点で田原にとって最後のオリコンシングルチャート1位獲得作品である。
TBS系音楽番組『ザ・ベストテン』で4週連続1位を獲得したが、1989年9月をもって同番組が終了したため、同曲が『ザ・ベストテン』での田原の最後のランクインとなった。

## 収録曲
| 全作曲: 都志見隆。 |                 |           |            |            |      |
| #                  | タイトル        | 作詞      | 作曲・編曲 | 編曲       | 時間 |
| 1.                 | 「ごめんよ 涙」 | 松井五郎  | 都志見隆   | 船山基紀   | 4:21 |
| 2.                 | 「BELIEVE」     | 森浩美    | 都志見隆   | 馬飼野康二 | 4:11 |
| 合計時間:          | 合計時間:       | 合計時間: | 合計時間:  | 8:32       |      |

| 全作曲: 都志見隆。 |                                       |           |            |            |      |
| #                  | タイトル                              | 作詞      | 作曲・編曲 | 編曲       | 時間 |
| 1.                 | 「ごめんよ 涙」                       | 松井五郎  | 都志見隆   | 船山基紀   | 4:21 |
| 2.                 | 「BELIEVE」                           | 森浩美    | 都志見隆   | 馬飼野康二 | 4:11 |
| 3.                 | 「ごめんよ 涙」(オリジナル・カラオケ) |           | 都志見隆   |            | 4:21 |
| 4.                 | 「BELIEVE」(オリジナル・カラオケ)     |           | 都志見隆   |            | 4:11 |
| 合計時間:          | 合計時間:                             | 合計時間: | 合計時間:  | 17:04      |      |

## 参加ミュージシャン
| ごめんよ 涙 - Drums & Simons : 島村英二 - Bass : 高水健司 - Guitar : 今剛 - Gut Guitar : 吉川忠英 - Keyboards : 山田秀俊, 北るみ子 - Latin Percussion : 斉藤ノブ - Trumpets : 数原晋, 河東伸夫 - Trombone : 西山健治 - Alto & Tenor Saxophone : JAKE H. CONCEPTION - Synthesizer Operator : 助川宏 | BELIEVE - Drums : 江口信夫 - Bass : 松原秀樹 - Guitars : 今剛, 中尾秀行 - Synthesizer : 難波弘之 - Percussion : 浜口茂外也 - Synthesizer Operation : 伯耆弘徳 |